# Lusta tartó
A lusta tartó a számítógép-programozásban egy lusta betöltésű egyke programtervezési minta. A Java minden verziója szálbiztosan valósítja meg a lusta inicializációt. Ennek az a feltétele, hogy a példányt ne lehessen elérni a csomagon kívül. A duplán ellenőrzött zárolást a Java 1.5 előtti verziók nem biztosították.
```
public
 
class
 
Something
 
{

    
private
 
Something
()
 
{}

    
private
 
static
 
class
 
LazyHolder
 
{

        
static
 
final
 
Something
 
INSTANCE
 
=
 
new
 
Something
();

    
}

    
public
 
static
 
Something
 
getInstance
()
 
{

        
return
 
LazyHolder
.
INSTANCE
;

    
}

}

```

A megvalósítás az inicializáció szakaszára hagyatkozik, amit a Java specifikációja (JLS) is előír. Ha a virtuális gép betölti a Something osztályt, akkor inicializálnia kell. Mivel nincsenek osztályváltozók, az inicializáció triviális. A LazyHolder osztály szintű osztálydefiníció mindaddig nem inicializálódik, amíg nem kell végrehajtani. Ehhez meg kell hívni a Something osztály getInstance metódusát. A LazyHolder inicializációjának eredménye az INSTANCE osztályváltozó, amit a külső osztály privát konstruktora inicializál. Mivel az osztály inicializációja a Java specifikációja szerint szekvenciális, nincs szükség további szinkronizációra. És mivel az inicializációs szakasz szekvenciális műveletben írja az INSTANCE változót, a getInstance minden konkurrens hívása ugyanazt a korrektül inicializált INSTANCE példányt adja vissza minden szinkronizációs adminisztráció nélkül.
A minta előnye, hogy hatékony és szálbiztos egykét nyújt szinkronizáció nélkül, és hatékonyabb, mint a megvárakoztató szinkronizáció. Nem alkalmas arra, hogy olyan osztályt inicializáljon, amiből több példányra lenne szükség.
Alkalmazásakor biztosítani kell, hogy a Something konstrukciója garantáltan sikeres legyen. Ugyanis ha a JVM nem tudja inicializálni az osztályt, akkor a betöltő NoClassDefFoundError hibával leáll.
Példa:
```
public
 
class
 
PughFail
 
{

    
public
 
static
 
class
 
Something
 
{

        
private
 
Something
()
 
{

            
super
();

            
System
.
out
.
println
(
this
.
getClass
().
getName
()
 
+
 
" called"
);

            
if
 
(
System
.
currentTimeMillis
()
 
>
 
0
)
 
{

                
System
.
out
.
println
(
"EMULATING INIT FAILURE"
);

                
throw
 
new
 
RuntimeException
(
"EMULATING INIT FAILURE"
);

            
}

        
}

        
private
 
static
 
class
 
LazyHolder
 
{

            
private
 
static
 
final
 
Something
 
INSTANCE
 
=
 
new
 
Something
();

        
}

        
public
 
static
 
Something
 
getInstance
()
 
{

            
return
 
LazyHolder
.
INSTANCE
;

        
}

    
}

    
public
 
static
 
void
 
main
(
String
[]
 
args
)
 
{

        
System
.
out
.
println
(
"First try"
);

        
try
 
{

            
Something
.
getInstance
();

        
}
 
catch
 
(
Throwable
 
t
)
 
{

            
System
.
out
.
println
(
t
);

        
}

        
System
.
out
.
println
(
"Second try"
);

        
try
 
{

            
Something
.
getInstance
();

        
}
 
catch
 
(
Throwable
 
t
)
 
{

            
System
.
out
.
println
(
t
);

        
}

    
}

}

```

Eredmény:
```
First try
PughFail$Something called
EMULATING INIT FAILURE
java.lang.ExceptionInInitializerError
Second try
java.lang.NoClassDefFoundError: Could not initialize class PughFail$Something$LazyHolder

```

## Fordítás
Ez a szócikk részben vagy egészben  az   Initialization-on-demand holder idiom című angol Wikipédia-szócikk fordításán alapul.  Az eredeti cikk szerkesztőit annak laptörténete sorolja fel. Ez a jelzés csupán a megfogalmazás eredetét és a szerzői jogokat jelzi, nem szolgál a cikkben szereplő információk forrásmegjelöléseként.
Ez a szócikk részben vagy egészben  az   Initialization-on-demand holder idiom című német Wikipédia-szócikk fordításán alapul.  Az eredeti cikk szerkesztőit annak laptörténete sorolja fel. Ez a jelzés csupán a megfogalmazás eredetét és a szerzői jogokat jelzi, nem szolgál a cikkben szereplő információk forrásmegjelöléseként.